# Heinrich Davidsen
 Heinrich Davidsen (* 6. Oktober 1891 in Flensburg; † 2. Juli 1963 in Quickborn) war ein deutscher Politiker der SPD und Gewerkschaftssekretär.

## Ausbildung und Beruf
Heinrich Davidsen besuchte die Volksschule in seiner Geburtsstadt und fuhr anschließend als einfacher Matrose zur See. 1911 bis 1913 absolvierte er seinen Militärdienst bei der Kaiserlichen Marine. Im Ersten Weltkrieg besuchte er die Flensburger Navigationsschule und verließ diese 1916 mit dem Kapitänspatent. Bis zum Ende des Krieges war er Kommandant eines Minensuchbootes.

## Politik und Gewerkschaft
Heinrich Davidsen trat bereits am 1. Juni 1907 in die Gewerkschaft ein (Zentralverband seemännischer Arbeiter Deutschlands). Innerhalb seiner Gewerkschaft war er bis zum Beginn des Krieges Vertrauensmann (während der Militärzeit nicht).
1912 trat er in die SPD ein und war für seine Partei während der ersten Jahre der Weimarer Republik von 1918 bis 1920 im Arbeiter- und Soldatenrat seiner Heimatstadt. Zudem übernahm er ab 1919 ehrenamtlich die Leitung der Sektion der Hafenarbeiter des deutschen Transportarbeiter-Verbandes und ab 1920 hauptamtlich für seine Gewerkschaft eine Anstellung in Swinemünde. Dort wurde er auch ab 1921 für die SPD in den Magistrat gewählt und saß im Parteivorstand des Kreises Usedom-Wollin (heute Wolin) als Kassierer.
Seine Gewerkschaft, die mittlerweile Gesamtverband der öffentlichen Betriebe des Personen- und Warenverkehrs hieß, schickte ihn nach Hamburg, wo er die Leitung der Reichsfachgruppe Seeschiffahrt übernahm; dies schloss  nationale und internationale Aufgaben ein. Ende 1932 bis zu seiner Rückkehr wenige Monate später nach Hamburg arbeitete er zwischenzeitlich in der Zentrale seiner Gewerkschaft in Berlin. Als Politiker trat er zu dieser Zeit nicht in Erscheinung, weder in der SPD noch im Reichsbanner Schwarz-Rot-Gold, dem er auch beigetreten war.
Nach der Machtübernahme der Nationalsozialisten wurde er aus seinen Posten entlassen und als sozialdemokratischer Gewerkschafter nicht über das Arbeitsamt vermittelt. Bereits im Juni 1933 begann er mit illegaler Parteiarbeit für die SPD sowie für die Gewerkschaft. Er übernahm die Aufgabe, sozialdemokratische Presseerzeugnisse aus Belgien in die Hansestadt zu bringen. Ein dreiviertel Jahr konnte er diese Arbeit unentdeckt durchführen, wurde dann aber am 21. März 1936 verhaftet und misshandelt. Wegen des Vorwurfs des Hochverrates wurde er vom Hanseatischen Oberlandesgericht zu zwei Jahren Gefängnis verurteilt. Sein Vergehen war das Annehmen eines Paketes der sozialdemokratischen Zeitung „Neuer Vorwärts“, die in Nazi-Deutschland verboten war.
Im April 1936 wurde er freigelassen und nach einem Jahr Arbeitslosigkeit konnte er bei einer Schiffsmaklerfirma als Angestellter tätig werden. Er wurde wegen seiner illegalen Tätigkeit für die SPD 1942 als „wehrunwürdig“ betitelt und stand wegen weiterer illegaler Arbeit oft kurz vor einer erneuten Verhaftung. Nach dem Attentat auf Hitler am 20. Juli 1944, als der Druck auf Oppositionelle aller Schattierungen noch einmal anwuchs, tauchte er unter.
Nach Ende der NS-Diktatur wurde er Geschäftsführer im Gesamtverband der Verkehrs- und Gemeindearbeiter und bei der offiziellen Neugründung der Gewerkschaften für den Bereich Nordwest (Schleswig-Holstein). Später übernahm er bei der neu gegründeten Gewerkschaft ÖTV die Bezirksleitung. Davidsen versuchte in seiner Arbeit die Schifffahrt, die immer noch eine seiner Hauptarbeitsfelder war, von zurückgebliebenen nationalsozialistischen Einflüssen zu säubern. Später wurde er für Adolph Kummernuss ÖTV-Bezirksleiter in Hamburg und ab dem 16. Mai 1949 Vorsitzender des Bezirks Hamburg des Deutschen Gewerkschaftsbundes (DGB).
Er wurde im selben Jahr am 4. Mai als Nachrücker Mitglied in der 1. Wahlperiode der Hamburgischen Bürgerschaft. In der 2. Wahlperiode wurde er offiziell gewählt. Innerhalb der Bürgerschaft übernahm er die Funktion eines 2. Vorsitzenden der SPD-Fraktion. Wegen einer aus der Haft resultierenden Herzerkrankung musste er 1953 seine Gewerkschaftsposten und politischen Ämter aufgeben. Auch sein Mandat in der Bürgerschaft legte er nieder.